# 1986-os kupagyőztesek Európa-kupája-döntő
Az 1986-os kupagyőztesek Európa-kupája-döntőben, a KEK 26. döntőjében a szovjet Gyinamo Kijev, és a spanyol Atlético Madrid mérkőzött Lyonban. A mérkőzést a Kijev nyerte 3–0-ra, ezzel 1975 után ismét KEK-győztes lett.
A szovjet csapat részt vehetett az 1986-os UEFA-szuperkupa döntőjében.

## A mérkőzés
| 1986. május 2. 20:15 |

| Gyinamo Kijev                        | 3–0   | Atlético Madrid |
| ------------------------------------ | ----- | --------------- |
| Zavarov 5' Blohin 85' Jevtusenko 88' | (1–0) |                 |

| Stade de Gerland, Lyon Nézőszám: 50 000 Játékvezető: Franz Wöhrer (osztrák) |

| GYINAMO KIJEV:       |    |                     |  |     |
|                      |    |                     |  |     |
| GK                   | 1  | Viktor Csanov       |  |     |
| DF                   | 2  | Volodimir Bezszonov |  |     |
| DF                   | 3  | Szerhij Baltacsa    |  | 38' |
| DF                   | 4  | Oleh Kuznyecov      |  |     |
| DF                   | 5  | Anatolij Demjanenko |  |     |
| MF                   | 6  | Rácz László         |  |     |
| MF                   | 7  | Pavlo Jakovenko     |  |     |
| MF                   | 8  | Ivan Jaremcsuk      |  |     |
| MF                   | 9  | Olekszandr Zavarov  |  | 70' |
| FW                   | 10 | Ihor Bjelanov       |  |     |
| FW                   | 11 | Oleg Blohin         |  |     |
| Cserék:              |    |                     |  |     |
| DF                   | 15 | Andrij Bal          |  | 38' |
| FW                   | 12 | Vadim Jevtusenko    |  | 70' |
| Vezetőedző:          |    |                     |  |     |
| Valerij Lobanovszkij |    |                     |  |     |

| ATLETICO MADRID: |    |                     |           |     |
|                  |    |                     |           |     |
| GK               | 1  | Ubaldo Fillol       |           |     |
| DF               | 2  | Tomás Reñones       | Sárga lap |     |
| DF               | 4  | Juan Carlos Arteche |           |     |
| DF               | 5  | Miguel Ángel Ruiz   |           |     |
| MF               | 3  | Clemente            |           |     |
| MF               | 6  | Julio Prieto        |           |     |
| MF               | 8  | Quique Ramos        |           |     |
| MF               | 11 | Roberto Marina      |           |     |
| FW               | 10 | Jesús Landáburu     |           | 61' |
| FW               | 7  | Mario Cabrera       |           |     |
| FW               | 9  | Jorge da Silva      |           |     |
| Cserék:          |    |                     |           |     |
| MF               | 14 | Quique Setién       |           | 61' |
| Vezetőedző:      |    |                     |           |     |
| Luis Aragonés    |    |                     |           |     |

| Az 1985–1986-os kupagyőztesek Európa-kupája győztese |
| ---------------------------------------------------- |
| Gyinamo Kijev 2. cím                                 |